# Dynasty Warriors Mahjong
Dynasty Warriors Mahjong (雀・三國無双,, Jan Sangoku Musō) tem uma abordagem diferente dos outros jogos da série, o Mahjong. Não existem campos de batalha envolvidos, mas há interação entre os generais com um pouco de diálogo que são paródias do Dynasty Warriors 5. O jogo não tem previsão de lançamento no ocidente.
As regras são semelhantes a outros jogos de Mahjong, mas inclui cenas com os personagens durante as partidas. Essas cenas na maioria das vezes são mostradas para dar dicas sobre a situação do oponente. Essas cenas mostram os personagens posando com suas armas ou exibir as emoções raramente visto na série, o que faz com que esses momentos sejam involuntariamente hilariantes.

## Jogabilidade
As regras e as pontuações são muito semelhantes ao do mahjong japonês, em especial as regras das competições de mahjong. Os jogadores podem ainda podem descartar sua mão e usar o pon, chii, riichi ou kan. Embora o jogador possa alterar algumas regras, existem regras padrões imodificáveis.
- As peças são constituídas por tigre, personagem, bambu e peças de honra. Peças de Flores e o conringa não pode ser usado.
- O valor inicial pode variar entre 30.000, 16.000 ou 20.000 pontos.
- Somente há competições, não há partidas solo.
- O movimento Kokushi Musou (国 士 无双) e os Sete Pares pode ser feito, não importa quais as regras do jogo.
- Exceto no Free Mode, o jogador vence uma partida fazendo um certo objetivo, não precisa necessariamente ter a maior pontuação ou ou fazer que o adversário perca todos seus pontos.[8]
- Todas as mãos são consideradas fechadas; um riichi aberto não pode ser executado.

## Modos
O jogo consiste nos seguintes modos:
- Mahjong Toupai: O modo de história. Há um cenário para cada reino em que os jogadores participam de partidas em seis locais diferentes.
- Mahjong Ranking: Um modo de torneio com diversos desafios.
- Free Mode: Modo em que o jogador pode definir as regras e jogar com qualquer personagem de qualquer reino.
- Database: Exibe o ranking e os resultados dos outros modos

## Locais
Durante o jogo, as partidas podem ser jogadas nos seguintes locais:
- Bar at Xu Chang
- Guan Du
- Xia Pi
- Sima Yi's manor
- Street
- Bronze Bird Terrace
- Chang Ban
- Hu Lao Gate
- Han Zhong
- Cheng Du
- Mt. Ding Jun
- Fan Castle
- Nan Zhong
- Lou Sang Village